# Ityraea viridis
Ityraea viridis är en insektsart som först beskrevs av Jacobi 1910.  Ityraea viridis ingår i släktet Ityraea och familjen Flatidae. Inga underarter finns listade i Catalogue of Life.